# NGC 7580
NGC 7580 (другие обозначения — PGC 70962, UGC 12481, IRAS23150+1343, MCG 2-59-19, ZWG 431.34, MK 318, KUG 2315+137) — галактика в созвездии Пегас.
Этот объект входит в число перечисленных в оригинальной редакции «Нового общего каталога».
В галактике наблюдается повышенное ультрафиолетовое излучение, и потому её относят к галактикам Маркаряна. Причиной является всплеск звездообразования из-за взаимодействия с соседними галактиками.
В галактике вспыхнула сверхновая SN 2012gm типа Ia, её пиковая видимая звездная величина составила 15,7.